# Formica comata
Formica comata é uma espécie de formiga do gênero Formica, pertencente à subfamília Formicinae.